# Émanville (Senna Marittima)
Émanville è un comune francese di 565 abitanti situato nel dipartimento della Senna Marittima nella regione della Normandia.

## Società

### Evoluzione demografica
Abitanti censiti